# Калина (товариство української культури)
Карельська республіканська громадська організація «Товариство української культури „Калина“» — громадська організація культурно-освітянського спрямування, що об'єднує українців Республіки Карелія.

## Історія

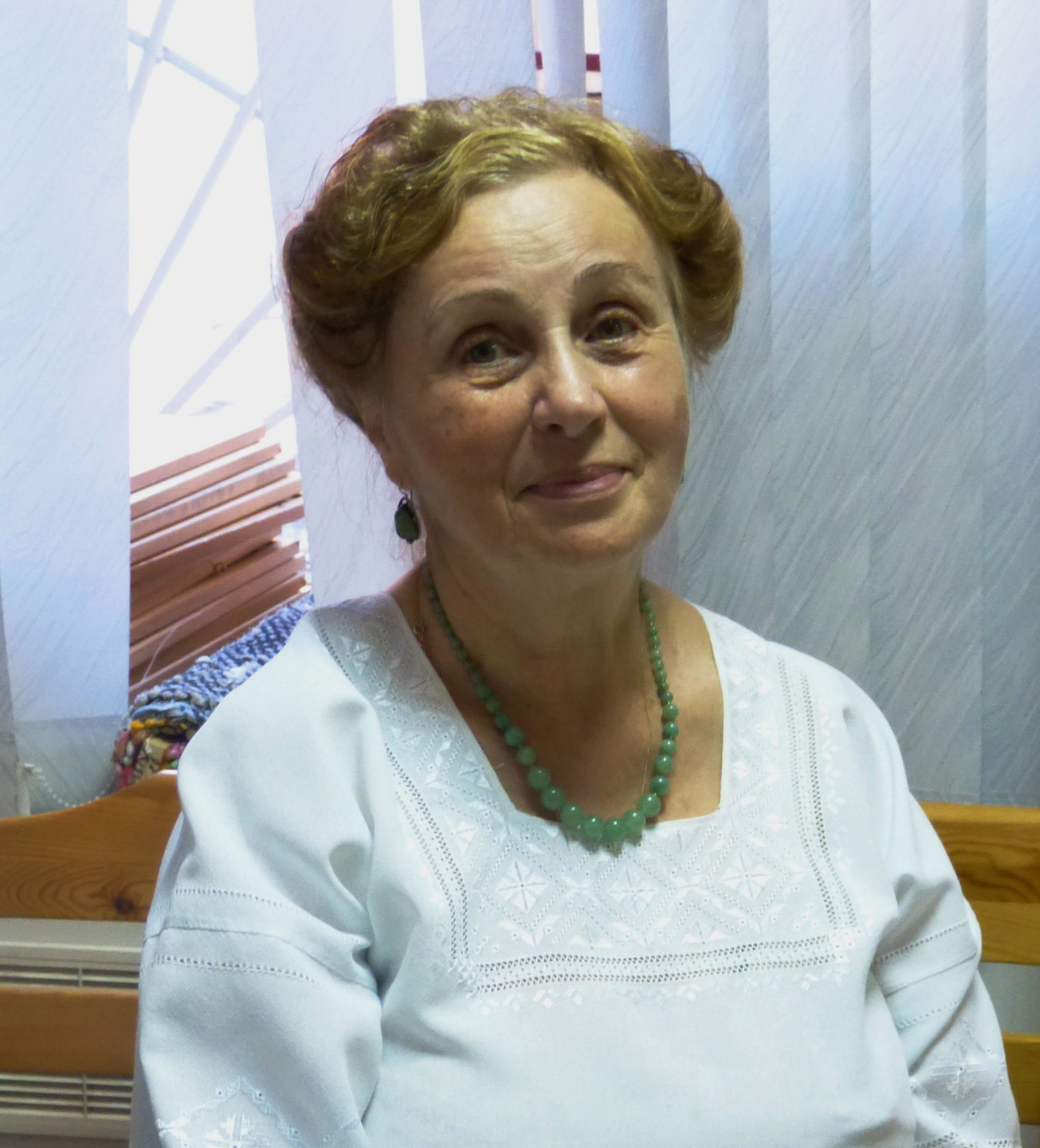
Лариса Скрипникова

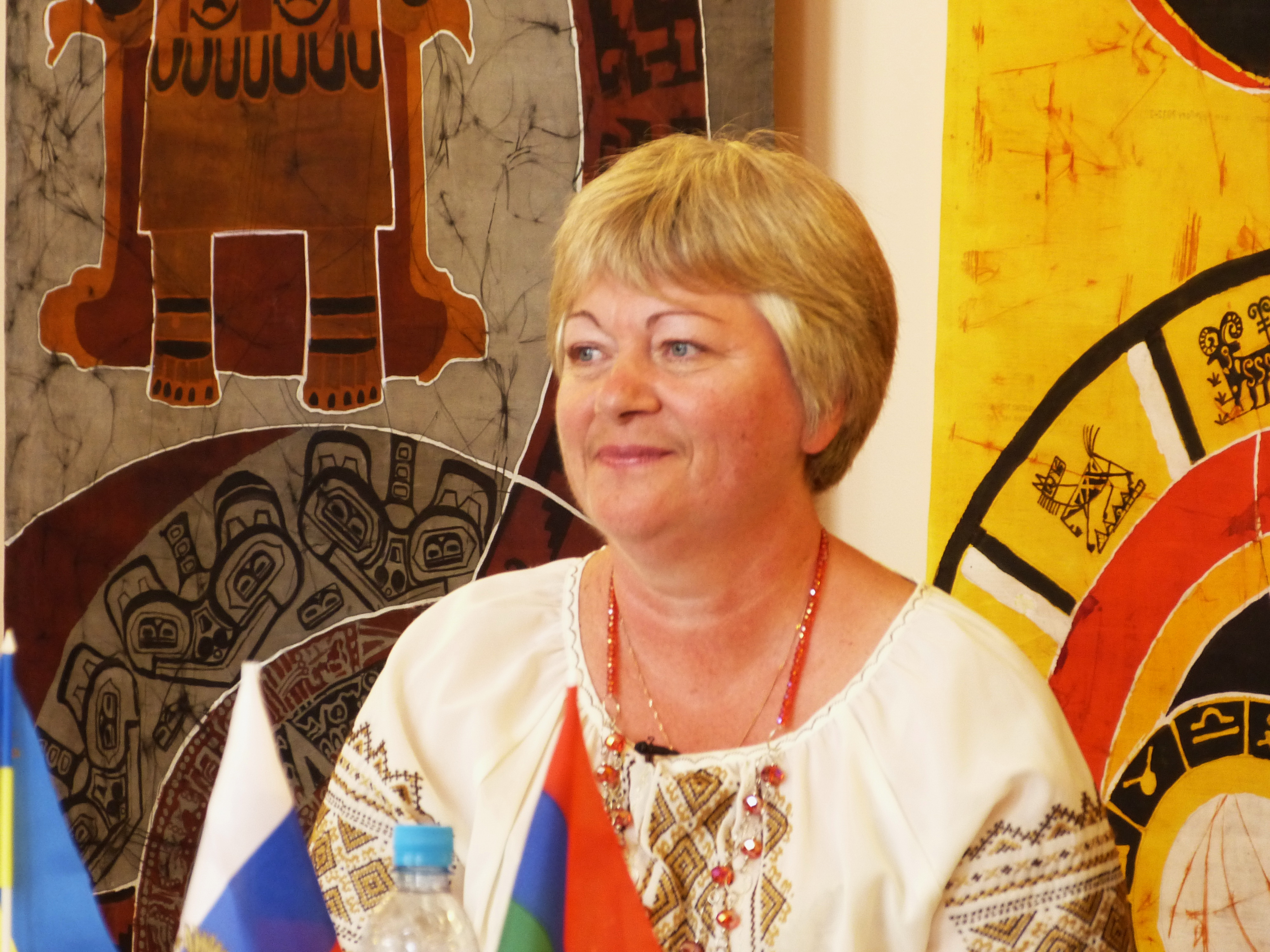
Світлана Рукавишникова

У березні 1993 року ініціативна група в складі: В. Фартушного, А. Литвина, О. Сідловської, В. Ременяко, В. Десяка, О. Шалтаєвої зареєструвала Товариство Української культури в Карелії. Головою було вибрано Віталія Фартушного. У 1994 році товариство української культури Карелії було перереєстровано в Національно-культурну автономію українців Республіки Карелія, а 2001 року товариство знову пройшло перереєстрацію і отримало сучасну назву.
З 2001 до 2012 року головою КРОО «Калина» була Лариса Скрипникова, кавалер ордена княгині Ольги II та III ступенів (з 2012 року — почесний голова товариства). У 2012 році головою товариства обрано Світлану Рукавишникову.
Метою діяльності товариства є об'єднання української діаспори, створення умов для подальшого розвитку української культури, української мови, пропаганди української культури, історії, літератури в Республіці Карелія.
Методами досягання поставленої мети є вивчення української мови, організація літературно-музичних вечорів та диспутів, організація концертів, народних свят, запрошення гостей із інших українських громад.
За ініціативою товариства створені:
- Народний колектив-хор «Українська пісня». Працює з жовтня 1994 року. Художній керівник заслужена артистка Карелії, заслужений працівник культури РФ Клара Стасюк.
- Дитячий колектив «Українські ластівки». Працює з 2001 року. Художній керівник Валентина Соболевська.
- Юнацький ансамбль «Мрія». Художній керівник Галина Карпова.

З 2001 року товариство шефствує над зразковим дитячим фольклорним колективом «Земелюшка» (м. Медвеж'єгорськ). Художній керівник Наталка Шепелєва.

## Заходи товариства
- 1993—1994 — працювала українська недільна школа;
- 1994 — організація хору «Слов'янський хор», надалі хор «Українська пісня».
- З 1994 дотепер — при товаристві працює бібліотека.
- 1993—2013 — організація щорічних Шевченківських читань і Днів Української культури, літературно-музичних вечорів.
- 1996 — участь хору «Українська пісня» в Міжнародному фольклорному фестивалі «Берегиня» (м. Луцьк, Україна).
- 1996—2003 — організація гастрольних виступів хору по містам Карелії.
- 2001 — створення дитячого колективу «Українські ластівки».
- 2002 — організація зимового дитячого табору «Червона калина» для українських дітей.
- 1994−2003 — організація серії передач по Державному телебаченню Республіки Карелія про українців Карелії.
- 1998, 2000, 2002, 2006 — участь хору «Українська пісня» у Всеросійському конкурсі-фестивалі ім. О.Кошиця; участь членів Правління товариства у роботі 1,2,3. Всесвітнього форуму українців.
- 2002 — голова товариства Л.Скрипникова вибрана членом УВКР від Північно західного регіону Росії.
- 2002 — початок шефської роботи з дитячим колективом «Земелюшка» (м. Медвеж'єгорськ).
- 1996, 1998, 2003, 2004 — організація відпочинку дітей у МДЦ «Артек».
- 1998—2013 — участь в Днях пам'яті жертв політичних репресій в урочищі Сандармох.
- 2003 — святкування 10-річчя Товариства, прийом великої української делегації.
- 2003 — організація запрошення хору «Оме пае» на Міжнародний фестиваль «Древлянські джерела» в м. Рівне, Україна.
- 2003 — проведення Міжнародної конференції «Українці Європейської Півночі».
- 2003 — зустріч з Повноважним Послом України паном Білоблоцьким, нагородження голови товариства Лариси Скрипникової орденом княгині Ольги.
- 2003 — відкриття курсів української мови для дорослих.
- 2004 — організація виставки українського народно-прикладного мистецтва.
- 2004 — проведення тижня українського кіно.
- 2004 — Спорудження пам'ятника — Козацького хреста «Убієнним синам України» в урочищі Сандармох Медвеж'єгорського району, Карелія.
- 2005 — Проведення Міжзонального дитячого конкурсу-фестивалю «Слово рідне — мово рідна».
- 2005 — Офіційне відкриття пам'ятника «Убієнним синам України» в урочищі Сандармох Медвеж'єгорського району і видання книжки «Убієнним синам України. Сандармох».
- 2006 — Відкрито сторінку на сайті «Кобза. Українці Росії», де постійно подається інформація про діяльність товариства.
- 2006 — Друге видання книжки «Убієнним синам України. Сандармох» і альбому «Наші Соловки».
- 2006 — Відкриття ресурсного інформаційного центру допомоги трудовим мігрантам «Наш дім — ваш дім».
- 2007 — проведення Першого Конгресу українців Карелії.
- 2008 — проведення семінарів «Святий Миколай і діти», «Пам'яті загиблих українців на теренах Карелії», «А у нас робиться так…» та ін.
- 2008 — Видання книжки «Моя Карелія — моя Україна», гастрольні поїздки хору «Українська пісня» в Раву-Руську та Львів.
- 2009 — Видання книжки «Моя Карелія — моя Україна» українською. Презентація книжки на базі МІОК Львівської політехніки.
- 2010 — співпраця з Національною бібліотекою, проведення літературно-музичних вечорів.
- 2010 — Літературний вечір на тему: «Кого зрадив гетьман Мазепа».
- 2010 — Міжнаціональний вечір поезії, присвячений Міжнародному Дню рідної мови.
- 2011 — Літературно-музичний вечір, присвячений ювілеям українських поетів: Т. Шевченка, Л. Українки, П. Тичини.
- 2011 — Вечір пам'яті письменника, журналіста Анатолія Гордієнка: «…Да будем мы к своим друзьям пристрастны».
- 2011 — Творча зустріч з ветеранами Петрозаводського державного університету.
- 2011 — Ювілейний концерт керівника хору «Українська пісня» К. Стасюк.
- 2011 — Науково-практична конференція «Подвиг багатонаціонального народу республіки Карелія (КССР) в роки ВВВ та післявоєнні роки. Внесок українців в розвиток народного господарства республіки».
- 2012 — Літературно-музичний вечір «Мово рідна моя, не мовчи».
- 2012 — Міжнаціональне святкування Великодня.
- 2013 — 20-річчя карельської республіканської громади «Товариство української культури „Калина“».